# Meta villiersi
Meta villiersi là một loài nhện trong họ Tetragnathidae.
Loài này thuộc chi Meta. Meta villiersi được miêu tả năm 1955 bởi Denis.